# Teófilo (Bíblia)
Téofilo (em grego antigo: Θεόφιλος) é o nome ou título honorário da pessoa a quem o Evangelho de Lucas e Atos dos Apóstolos são endereçados (Lucas 1:3; Atos 1:1). Considera-se que ambos os livros foram escritos pelo mesmo autor, e frequentemente argumenta-se que os dois eram originalmente uma única obra unificada. Ambos foram escritos em grego koiné refinado, e o nome "θεόφιλος" (Theóphilos), como aparece nele, significa "amigo de Deus",  "(ser) amado por Deus", ou "amar a Deus" em grego. A identidade de Teófilo é desconhecida, com várias conjecturas e tradições em torno de uma identidade.

## Teorias sobre quem foi Teófilo

### Visão copta
A tradição copta afirma que Teófilo era uma pessoa e não um título honorário. A Igreja Copta afirma que a pessoa era um judeu de Alexandria. Da mesma forma, John Wesley, em suas Notas sobre o Novo Testamento, registrou que Teófilo era "uma pessoa de qualidade eminente em Alexandria", o que ele entendia ser a tradição 'dos antigos'.

### Oficial romano
Lucas se dirige a Teófilo como "Excelíssimo" (em grego: κράτιστε; romaniz.: kratiste; em latim: optime), uma forma também usada em Atos para se dirigir aos governadores romanos. Alguns intérpretes bíblicos concluíram que ele era um oficial romano que havia sido iniciado nos ensinamentos da igreja, para quem Lucas agora fornecia uma narrativa completa. No entanto, como não é certo se o κράτιστε foi concebido como uma forma tecnicamente correta de se dirigir a um nobre romano ou meramente como uma declaração geral de honra sobre Teófilo, não é possível provar que ele pertencia à classe alta.

### Título honorário
Uma tradição sustenta que Teófilo não era uma pessoa. A palavra em grego significa "Amigo de Deus" e, portanto, tanto Lucas quanto Atos foram endereçados a qualquer pessoa que se encaixasse nessa descrição. Nessa tradição, o público-alvo do autor, como em todos os outros Evangelhos canônicos, eram os homens e mulheres eruditos (acadêmicos), mas não identificados, da época.

### Advogado de Paulo
Alguns teólogos (por exemplo, David Pawson) acreditam que Teófilo poderia ter sido o advogado de Paulo de Tarso durante seu período de julgamento em Roma. Para apoiar essa afirmação, as pessoas apelam para o jurídico formal presente no prólogo do Evangelho, como "testemunhas oculares", "relato", "investigado cuidadosamente", "saiba a certeza das coisas que lhe foram instruídas". A conclusão do Livro de Atos termina com Paulo ainda vivo e preso aguardando julgamento, sugerindo que era intenção do autor atualizar Teófilo sobre a história de Paulo para fornecer uma explicação de suas viagens e pregações e servir como evidência em apoio à sua inocência sob a lei romana. Alguns também apontam para o paralelo entre o relato do julgamento de Jesus perante Pôncio Pilatos narrado no Evangelho de Lucas com o relato dos julgamentos de Paulo perante juízes romanos no Livro de Atos. No total, Jesus foi declarado inocente três vezes por Pôncio Pilatos, assim como Paulo perante vários juízes.

### Sarcedote judeu
Alguns estudiosos apontam para Theophilus ben Ananus, Sumo Sacerdote de 37 a 41. Nessa tradição, Teófilo teria sido um cohen e um saduceu. Isso o tornaria filho de Anás e cunhado de Caifás, criado no período do Segundo Templo. Os adeptos afirmam que o Evangelho de Lucas era direcionado aos leitores saduceus. Isso pode explicar algumas características do texto de Lucas. Ele começa a história com um relato de Zacarias, o sacerdote justo que teve uma visão de um anjo no Templo (Lucas 1:5–25).Lucas rapidamente passa a relatar a purificação de Maria (nidá), os rituais de redenção de Jesus no Templo (pidyon haben) (Lucas 2:21–39) e, em seguida, a peregrinação de Jesus ao Templo quando ele tinha doze anos (Lucas 2:46). Alguns sugeriram que isso implicava o bar mitzvá de Jesus, embora o método moderno de celebrar o bar mitzvá não existisse naquele período e não seja mencionado em fontes até a Idade Média. Lucas não menciona o papel de Caifás na crucificação de Jesus e enfatiza a ressurreição de Jesus (Lucas 24:39), incluindo uma ascensão ao céu como um reino de existência espiritual (Lucas 24:52; Atos 1:1). Lucas também parece enfatizar os argumentos de Jesus com os saduceus em pontos como bases legais para o divórcio, a existência de anjos, espíritos e vida após a morte (os saduceus não acreditavam na ressurreição dos mortos). Se esse fosse o caso, então Lucas está tentando usar as refutações e os ensinamentos de Jesus para quebrar a filosofia saduceia de Teófilo, talvez com a esperança de que Teófilo usasse sua influência para persuadir os saduceus a cessar sua perseguição aos cristãos. Alguns sugeriram que o Evangelho de Lucas poderia ser visto como uma referência alegórica (רֶמֶז; remez ) a Jesus como "o homem chamado Renovo" profetizado em Zacarias 3:8; Zacarias 6:12-13, que é o sumo sacerdote supremo prefigurado pelo sacerdócio levítico. 